# Сергеј Костицин
Сергеј Олегович Костицин (блр. Сяргей Алегавiч Касцiцын; рус. Серге́й Оле́гович Кости́цын — рођен 20. марта 1987. у Новополоцку, СССР) белоруски је професионални хокејаш на леду. Леворук је и игра на позицији левог крила.
Његов старији брат Андреј такође је професионални хокејаш.
Тренутно игра у екипи Ак Барса из Казања у КХЛ лиги. 

## Клупска каријера
Сергеј Костицин је прве хокејашке кораке направио у јуниорској екипи из свог родног града Полимир за коју је играо у сезони 2002/03. у јуниорској лиги, да би потом заиграо за екипу Јуности из Минска. У Белоруској екстралиги наступао је још и за екипу Гомеља за коју је у сезони 2004/05. постигао 14 поена у 40 одиграних утакмица. Након тога каријеру наставља у јуниорској лиги Онтарија у Канади. Године 2005. изабран је у десетој рунди НХЛ драфта као 200. пик од стране Монтреал канадијанса.
Након три веома успешне сезоне у нижим развојним лигама (Лондон најтси из ОХЛ-а и Хамилтон булдогси из АХЛ-а) Костицин је у мају 2008. потписао први професионални уговор са НХЛ лигашем из Монтреала на три године. Прву званичну утакмицу у НХЛ лиги одиграо је пре потписивања професионалног уговора (пошто је преко драфта био везан за Канадијансе) 13. децембра 2007. против екипе Филаделфија флајерса. Први поен, и то асистенцију остварио је већ у наредној утакмци два дана касније против Мејпл лифса (Канадијанси победили са 4:1), док је први погодак постигао на утакмици против Капиталса одиграној 20. децембра (победа од 5:2). Дебитантску НХЛ сезону окончао је са 27 поена у 51 одиграној утакмици, уз још 8 поена у 12 утакмица плејофа. 
У наредне две сезоне повремено је наступао и за екипу из Хамилтона у АХЛ лиги, а током сезоне 2009/10. је избачен из прве поставе екипе Канадијенса и пребачен у Хамилтон. Након што је одбио да настави каријеру у овој екипи и јавно затражио да промени клуб, 30. септембра је суспендован од стране истог. Након неколико одличних утакмица у Хамилтону по укидању суспензије, враћен је у екипу из Монтреала крајем 2009. године.
Крајем јуна 2010. трејдован је у екипу Нешвил предаторса, са којом је пар дана касније потписао једногодишњи уговор вредан свега 550.000 америчких долара. 
Након споразумног раскида уговора са екипом из Нешвила у јулу 2013. потписао је уговор са КХЛ лигашем Авангардом из Омска (у Авангарду је играо и током локаута у НХЛ лиги 2012). Након једне сезоне у Омску прешао је у редове Ак Барса из Казања.

## Репрезентативна каријера
Прошао је све узрасне категорије репрезентације Белорусије на међународној сцени, укључујући и три светска првенства за играче до 18 година и два светска првенства за играче до 20 година. 
На светском првенству за јуниоре 2006. проглашен је за најкориснијег играча групе Б, када је Белорусија обезбедила пласман у виши ранг такмичења. 
За сениорску репрезентацију дебитовао је на светском првенству 2008. где је одиграо 4 утакмице и постигао једну асистенцију.
Представљао је Белорусију на Зимским олимпијским играма 2010. у Ванкуверу, заједно са старијим братом Андрејем.